# غيفورغ بتروسيان (سياسي)
غيفورغ بتروسيان (بالأرمنية: Գևորգ Պետրոսյան)‏ هو محامي وسياسي أرمني، ولد في 4 سبتمبر 1972 في يريفان في أرمينيا. انتخب عضو الجمعية الوطنية لأرمينيا وقد انضم خلال فترته النيابية ‏  للكتلة البرلمانية Tsarukyan Alliance ‏.